# Baiting Hollow
Baiting Hollow és una concentració de població designada pel cens dels Estats Units a l'estat de Nova York. Segons el cens del 2000 tenia 1.449 habitants.

## Demografia
Segons el cens del 2000, Baiting Hollow tenia 1.449 habitants, 600 habitatges, i 429 famílies. La densitat de població era de 173,2 habitants per km².
Dels 600 habitatges en un 24,2% hi vivien nens de menys de 18 anys, en un 63% hi vivien parelles casades, en un 5,3% dones solteres, i en un 28,5% no eren unitats familiars. En el 24,3% dels habitatges hi vivien persones soles el 8,2% de les quals corresponia a persones de 65 anys o més que vivien soles. El nombre mitjà de persones vivint en cada habitatge era de 2,39 i el nombre mitjà de persones que vivien en cada família era de 2,84.
Per edats la població es repartia de la següent manera: un 18,9% tenia menys de 18 anys, un 4,8% entre 18 i 24, un 29,3% entre 25 i 44, un 33,7% de 45 a 60 i un 13,3% 65 anys o més.
L'edat mediana era de 44 anys. Per cada 100 dones de 18 o més anys hi havia 101,2 homes.
La renda mediana per habitatge era de 80.622 $ i la renda mediana per família de 86.455 $. Els homes tenien una renda mediana de 48.036 $ mentre que les dones 51.685 $. La renda per capita de la població era de 36.375 $. Entorn de l'1,8% de les famílies i el 4,4% de la població estaven per davall del llindar de pobresa.